# Oleksandr Apaychev
Oleksandr Valentynovych Apaychev (en ukrainien, Олександр Валентинович Апайчев; né le 6 mai 1961) est un athlète soviétique, de nationalité ukrainienne, spécialiste du décathlon.
Son record personnel qui a été record soviétique et qui demeure en 2016, record ukrainien est de 8 709 points, obtenu en 1984 lors d'un match URSS-Allemagne de l'Est à Neubrandebourg. Il termine deuxième lors des Goodwill Games de 1986.